# Daniel Sproule
Daniel Sproule (* 25. Januar 1974 in Melbourne) ist ein ehemaliger australischer Hockeyspieler, der mit der Australischen Hockeynationalmannschaft 1996 und 2000 Olympiadritter wurde, 2002 war er Weltmeisterschaftszweiter.

## Sportliche Karriere
Daniel Sproule wirkte in 188 Länderspielen mit.
Daniel Sproule debütierte 1994 im Nationalteam, war aber bei der Weltmeisterschaft 1994 nicht dabei. Zwei Jahre später bei den Olympischen Spielen 1996 in Atlanta qualifizierten sich die Australier trotz einer Vorrundenniederlage gegen die Niederländer für das Halbfinale. Nach der 1:2-Halbfinalniederlage gegen die Spanier trafen die Australier im Spiel um Bronze auf die Deutschen und gewannen mit 3:2. Sproule erzielte seinen einzigen Treffer des Turniers im Vorrundenspiel gegen die Niederländer. 1998 bei der Weltmeisterschaft in Utrecht gewannen die Australier ihre Vorrundengruppe vor den Spaniern, unterlagen aber im Halbfinale der niederländischen Mannschaft mit 2:6. Einmal mehr trafen die Australier im Spiel um den dritten Platz auf die Deutschen und diesmal unterlagen die Australier. Im September 1998 fanden in Kuala Lumpur die Commonwealth Games statt, bei denen erstmals Hockey auf dem Programm stand. Im Finale siegten die Australier mit 4:0 gegen die Auswahl Malaysias.
Bei den Olympischen Spielen 2000 in Sydney gewannen die Australier ihre Vorrundengruppe mit drei Siegen und zwei Unentschieden. Im Halbfinale gegen die Niederländer stand es am Ende 0:0 und durch Penaltyschießen erreichten die Niederländer das Finale. Die Australier siegten im Kampf um Bronze gegen die Mannschaft Pakistans mit 6:3. Sproule wirkte in allen Spielen mit, seinen einzigen Treffer erzielte er im Vorrundenspiel gegen die Argentinier. Bei der Weltmeisterschaft 2002 in Kuala Lumpur schloss die australische Mannschaft die Vorrundengruppe auf dem ersten Platz ab und siegte im Halbfinale mit 4:1 gegen die Niederländer. Im Finale gewann die deutsche Mannschaft mit 2:1.